# Je suis belle
Je suis belle,  dit aussi L’Enlèvement, L’Amour charnel, ou La Chatte, est une sculpture représentant un couple enlacé, créée vers 1882 par Auguste Rodin. Je suis belle est inspirée par le poème La Beauté de Charles Baudelaire.

## Historique
Auguste Rodin réalise des sculptures à partir de fragmentations et d'assemblages, reprenant des éléments de sculptures différentes, qu'il assemble en de nouvelles sculptures par collage. Ainsi, Je suis belle est réalisée, vers 1882, à partir de deux autres plâtres : L'Homme qui tombe et Femme accroupie. La sculpture L'Homme qui tombe apparaît dans La Porte de l'Enfer, plus précisément au sommet du pilastre droit.
Je suis belle est inspirée par le poème La Beauté publié dans le recueil Les Fleurs du mal en 1857 par Charles Baudelaire. La première strophe du poème est gravée sur le socle de l'œuvre  : 

« Je suis belle, ô mortels ! comme un rêve de pierre,

Et mon sein, où chacun s'est meurtri tour à tour,

Est fait pour inspirer au poète un amour

Éternel et muet ainsi que la matière. »

L'œuvre est présentée pour la première fois en 1886, dans la galerie de Georges Petit un célèbre marchand d'art à Paris.  
En 2017, un plâtre de Je suis belle est retrouvé après la mort d'une personne âgée dans les Pyrénées Atlantiques. Celle-ci l'avait conservé toute sa vie dans son appartement de Pau, puis dans l'établissement où elle est morte,. Ce plâtre, classé trésor national, est estimé autour de 700 000 euros, en 2020 et fait l'objet d'appel au mécénat pour être acquis par l'État. Le plâtre acquis en janvier 2021 ne porte pas sur son socle les vers de Charles Baudelaire. Il y apparait des zones de scellements au plâtre plus récents : entre les poitrines des deux personnages ; entre le bras droit de la femme et le flanc gauche de l’homme ; à plusieurs endroits les bras de l’homme sont modifiés afin que ceux-ci s'adaptent au corps de la femme. Le fessier de celle-ci est entièrement remodelé au plâtre. Pour le rédacteur de la notice de présentation du musée Rodin : « il s’agit de l’assemblage original, la première étape de création de ce sujet », c'est pourquoi ce plâtre a été classé trésor national.

## Localisation
En France, la sculpture Je suis belle est présentée par le Musée Rodin à Paris ou le musée des Beaux-Arts et d'Archéologie de Châlons-en-Champagne.
Au Japon, Je suis belle du musée national de l'Art occidental à Tokyo est un bronze de la fonderie Rudier. L'œuvre a été achetée par le collectionneur d'art japonais Matsukata Kōjirō en 1919. Elle est conservée en dépôt en France puis transférée du gouvernement français au gouvernement japonais en 1959. Celui-ci la confie alors au musée national de l'Art occidental en avril 1959.
Aux États-Unis, le North Carolina Museum of Art expose un bronze de Je suis belle. Il s'agit d'un don de la Fondation Iris et B. Gerald Cantor, Bernard Cantor est un collectionneur d'art américain notamment d'Auguste Rodin. Le Philadelphia Museum of Art (« musée des beaux-arts de Philadelphie ») présente un bronze de la fonderie Rudier, il s'agit d'un legs de Jules E. Mastbaum (en) en 1929. Je suis belle est aussi présentée au sein du Musée d'Art de Dallas, l'origine de la sculpture est liée à la philanthrope Wendy Russell Reves (en). Le rédacteur de la fiche de présentation du musée considère que les multiples titres de l'œuvre indiquent que « les significations de la sculpture sont floues ».

## Galerie

Je suis belle, une sculpture d'assemblage
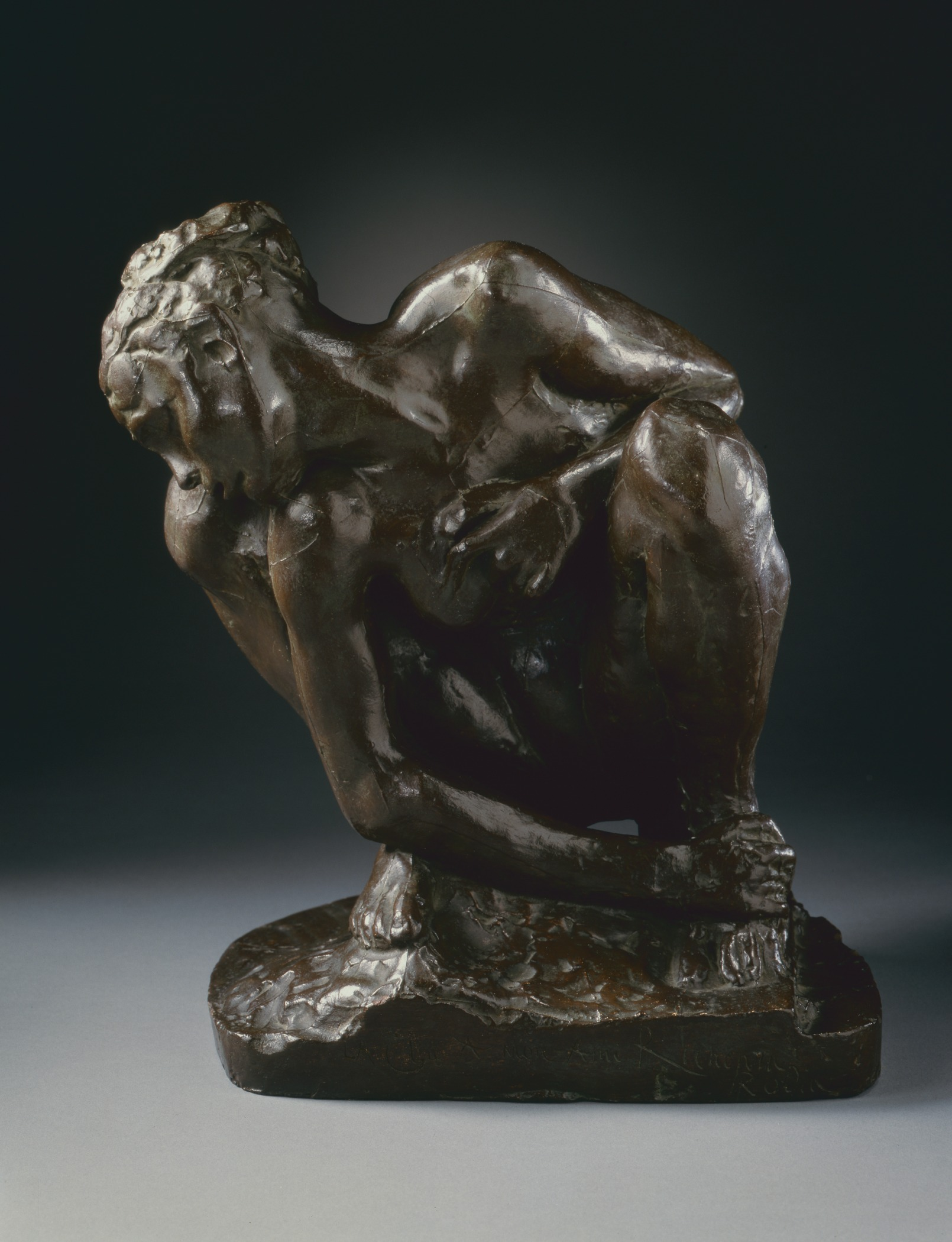
Femme accroupie vers 1880-1882 (Musée d'Art du comté de Los Angeles).
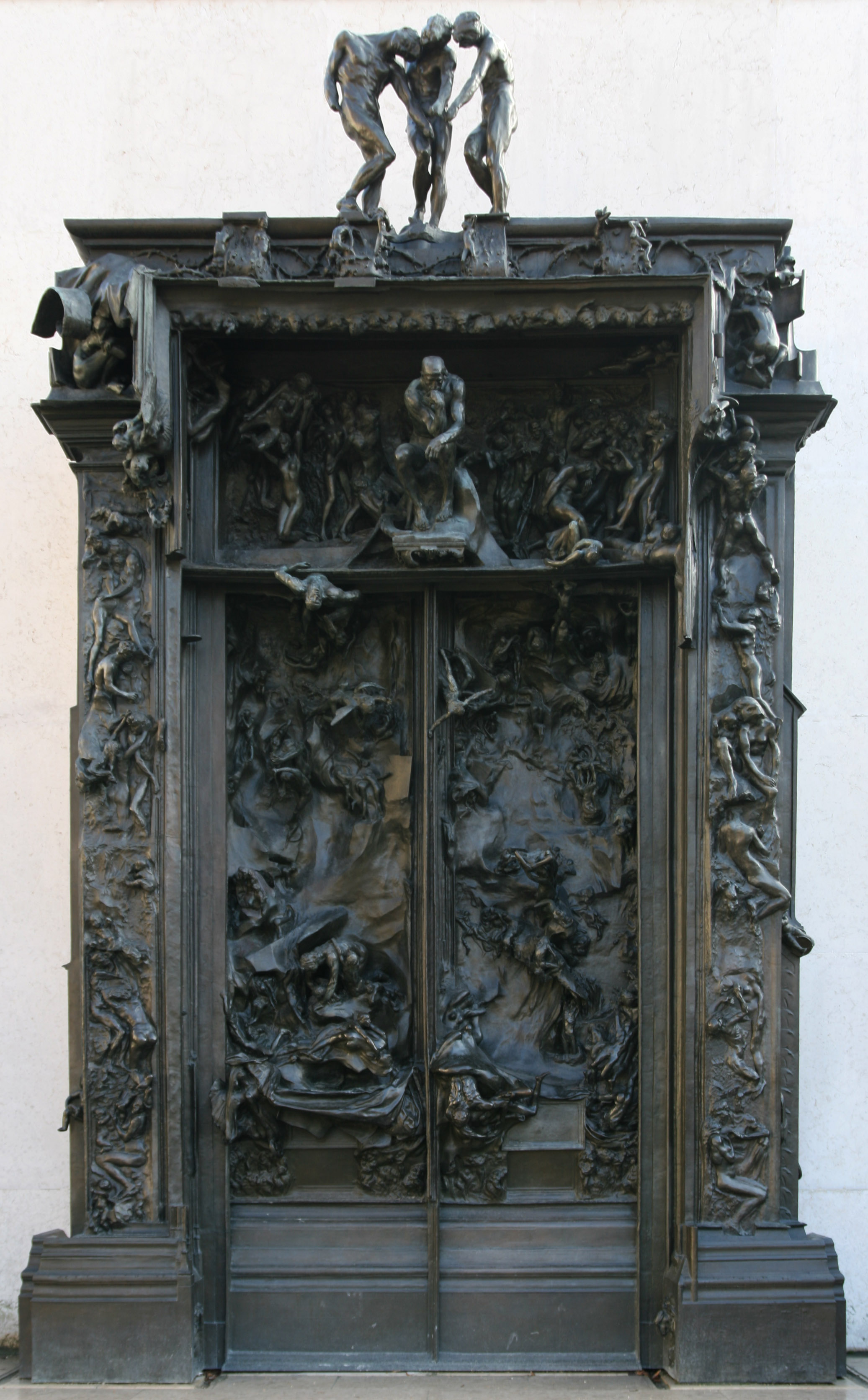
L'Homme qui tombe,  au sommet du pilastre droit, dans La Porte de l'enfer à partir de 1880 (Musée Rodin à Paris).
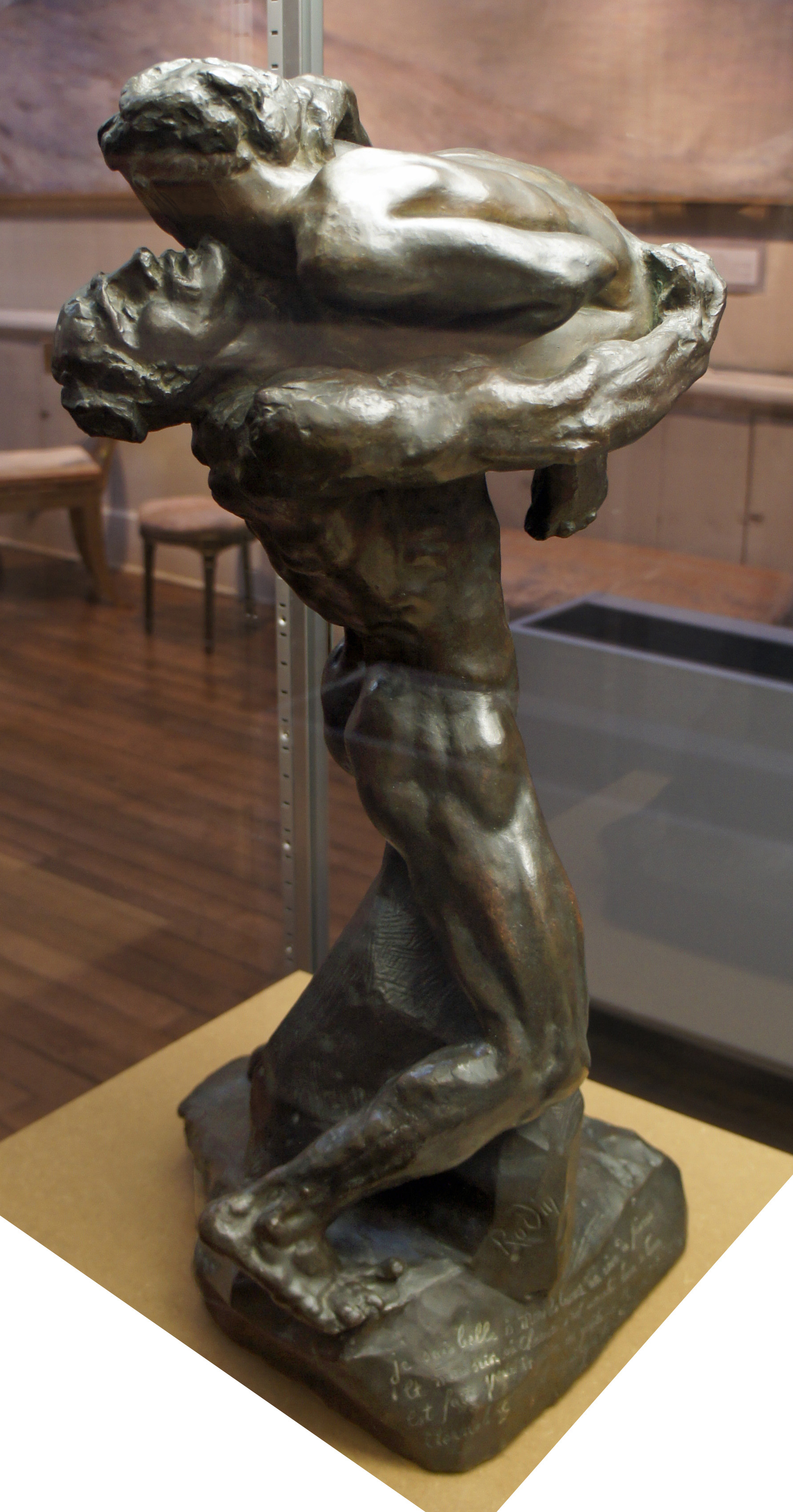
Je suis belle à partir de 1882 (Musée de Châlons-en-Champagne).